# ديك بيلنغز
ديك بيلنغز (بالإنجليزية: Dick Billings)‏ هو لاعب كرة قاعدة أمريكي، ولد في 4 ديسمبر 1942 في ديترويت في الولايات المتحدة.

## وصلات خارجية
- ديك بيلنغز على موقعبيزبول رفرنس.كوم (الدوري الرئيسي) (الإنجليزية)